# Joseph Buck (Maler)
Joseph Buck (* 22. März 1820 in Kempten; † 1897) war ein Allgäuer Maler und Heimatforscher. Seine Dokumentationen und Zeichnungen heute nicht mehr vorhandener Bauwerke sind wichtige Zeugnisse zur Rekonstruierung der Geschichte von Allgäuer Ortschaften.

## Leben
Buck ist in Kempten als Sohn des Brauereieigentümers Simon Buck auf die Welt gekommen. Er war Schüler vom königlichen Hofmaler Franz Sales Lochbihler und Roman Weiß. Mit 21 Jahren heiratete er Amalie Henkel. Buck war Zeichenlehrer an der Kemptner Lateinschule. Bucks Familie gehörte die Gastwirtschaft „Bayerischer Hof“ an der St.-Mang-Brücke, welche er kurzzeitig führte. Ebenso gehörte Buck die Kiesgrube in der direkten Nähe, heute die ehemalige Kiesgrube in der heute Görres- und Kettelerweg liegen. Gegenüber dieser Grube liegt der heute rekultivierte Engelhaldepark. Die Kiesgrube im heutigen rekultivierten Engelhaldepark war die direkte Nachfolgegrube von Bucks Kiesgrube. Dieses mittlerweile bebaute Gebiet befindet sich nördlich der Engelhalde.
Joseph Buck gehörte 1884 mit Adolf Leichtle und Adolf Horchler zu den Gründern des Heimatvereins Kempten (Alterthums-Verein für das Allgäu) und der von diesem Verein herausgegebenen geschichtlichen Zeitschrift „Allgäuer Geschichtsfreund“.

## Werke

### Kunstwerke
Die Werke von Joseph Buck sind vor allem in seinen Skizzenbüchern hinterlegt oder in Familienbesitz.
- Kempter Tor in Memmingen (Skizzenbuch)
- Illertor in Kempten
- Fischertor in Kempten
- Klostertor in Kempten
- Mariaberg
- Reicholzried
- Burg Langenegg
- Kempter Tracht
- Allgäuer Volkstypen
- Ursulasried
- Georgsinsel

### Publikationen
- Handbuch für Reisende im Allgäu, Lechtal und Bregenzerwald (1856)